# NGC 5134
NGC 5134 (другие обозначения — ESO 576-52, MCG -3-34-73, IRAS13225-2052, PGC 46938) — спиральная галактика с перемычкой (SBb) в созвездии Дева.
Этот объект входит в число перечисленных в оригинальной редакции «Нового общего каталога».